# 4509 Gorbatskij
4509 Gorbatskij (A917 SG) là một tiểu hành tinh vành đai chính được phát hiện ngày 23 tháng 9 năm 1917 bởi Sergey Belyavsky ở Simeis.